# 加瓦杜希湖
54°10′06″N 23°25′14″E / 54.16833°N 23.42056°E

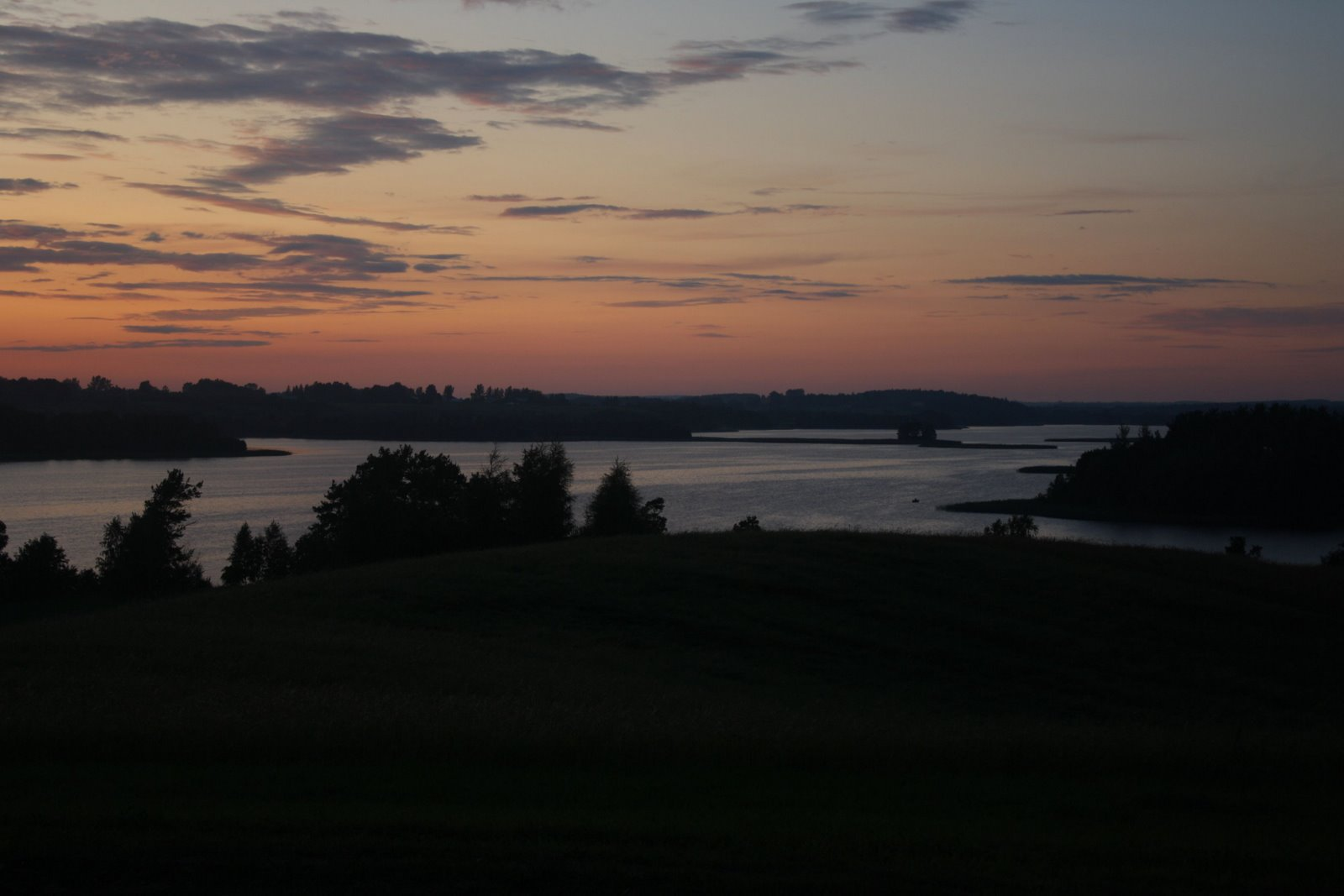

加瓦杜希湖是東歐的湖泊，位於波蘭和立陶宛接壤的邊境，長10.6公里、寬1.5公里，面積7.3平方公里，海拔高度134米，平均水深13米，最大水深55米，蓄水量161萬立方米。